# Podgora (Czarnogóra)
Podgora (cyr. Подгора) – wieś w Czarnogórze, w gminie Žabljak. W 2011 roku liczyła 74 mieszkańców.